# ビザンティン聖歌

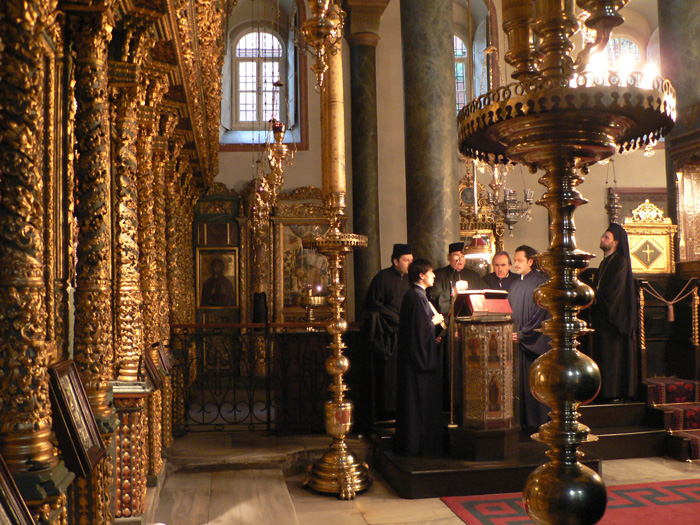
聖ゲオルギオス大聖堂での奉神礼時の光景（正教会・コンスタンディヌーポリ総主教庁）。右詠隊（「右側の聖歌隊」の意。正教会の詠隊が左右に分かれる場合の、右側の詠隊を指す語）が歌っている。左側に至聖所のイコノスタシスが写っている。

ビザンティン聖歌（ビザンティンせいか、英語: Byzantine Chant）とは、正教会の奉神礼で用いられる聖歌。ギリシャ語世界に存在するビザンティン聖歌の伝統は、ビザンティウムが東ローマ帝国の首都コンスタンティノープルとして建都された330年から、その陥落の1453年までの間に発展し、現代においても日常的に歌い継がれている。ビザンツ聖歌とも。
ビザンティン聖歌には明らかに、組み合わされた起源がある。古典時代およびヘブライ音楽の芸術的・技術的産物の上に成立し、アレクサンドリア・アンティオキア・エフェソスといった初期のキリスト教都市で展開されたモノフォニー声楽から影響を受けている。

## 現況
現代の正教会においては、コンスタンディヌーポリ教会（コンスタンティノープル教会）、アレクサンドリア教会、アンティオキア教会、エルサレム教会、セルビア正教会、ルーマニア正教会、ブルガリア正教会、キプロス正教会、ギリシャ正教会、アルバニア正教会など、多くの教会がビザンティン聖歌を第一の聖歌伝統としている。

## 音楽的な調性
現在のビザンティン聖歌の運用は、八調（はっちょう…"eight modes"もしくは"eight tones"）に従っている。それぞれの調（ちょう）に固有の調性がある。聖使徒フォマ（トマス）の主日の翌月曜日に第一調で始まり、それ以降、週ごとに調が順次変更される。光明週間には、以下のように一日ごとに調が変更される。
- 主日（日曜日） - 第一調（だいいっちょう、mode 1）
- 月曜日 - 第二調（だいにちょう、mode　2）
- 火曜日 - 第三調（だいさんちょう、mode 3）
- 水曜日 - 第四調（だいよんちょう、mode 4）
- 木曜日 - 第五調（だいごちょう、mode plagal of the first）
- 金曜日 - 第六調（だいろくちょう、mode plagal of the second）
- 土曜日 - 第八調（だいはっちょう、mode plagal of the fourth）

墓調とも呼ばれる第七調は、その重い響きのために八調の中では祭りの時期に相応しく無いために、光明週間からは外されていると考えられる。五旬祭は墓調は調の変更に通常の順次進行を当てはめれば第七調を使用する主日に当たるため、もう一度墓調は飛ばされ、五旬祭の聖歌が使用される。翌週から再び、調は第八調から開始される。
五旬祭祭期（ごじゅんさいさいき）といった大祭の期間中には、週に従う調の聖歌よりも祭日の聖歌が歌われる。

### 音階
ビザンティン聖歌は七つの音階（ギリシア語: "Νη, Πα, Βου, Γα, Δι, Κε, Ζω."、ニ・パ・ヴ・ガ・ディ・ケ・ソ）から構成される。これらの音階は、"Νη"（ニ）の繰り返しを伴いつつ、1オクターブの間隔を占める。この1オクターブ内で、相対的な音高は音階の調によって変化する。現在のビザンティン聖歌理論は1オクターブを72のモリア(moria)に分割している。従って西欧音楽における全音は12モリアから構成されることとなり、半音は6モリアから構成されることとなる。
音階の位置は旋律が歌われる調に従って変化する。幾つかの調は音階で変化するが、ビザンティン聖歌は8つの基礎的な調から構成されている。調は英語: natural, enharmonic, chromaticの三つにグループ分けされる。